# ADINA
ADINA é um programa comercial de método dos elementos finitos que é desenvolvido e distribuído mundialmente por ADINA R&D, Inc.. A companhia foi fundada em 1986 por Klaus-Jürgen Bathe e associados 
O ADINA é usado na indústria e em investigação para desenvolver análises lineares e não-lineares através do método dos elementos finitos de problemas de mecânica dos sólidos, transferência de calor, mecânica dos fluidos e interacção fluido-estrutura 